# Shining Soul
Shining Soul es un videojuego de rol de acción para la Game Boy Advance. Es parte de la serie Shining. Shining Soul es un reboot de la serie. El juego fue sucedido por Shining Soul II en 2003. Ambos juegos fueron relanzados en Japón a comienzos de 2006 como parte de la «Selección Valiosa» de la Game Boy Advance.

## Trama
El juego toma lugar en la isla de Rune donde una criatura llamada Dragón Oscuro ha reunido un ejército en un intento de provocar la destrucción del mundo. Tu personaje es un héroe de la Armada Resplandeciente que ha atrapado al Dragón junto a sus cinco generales en la región de Runefaust y ahora se prepara para realizar un asalto final a las fuerzas enemigas.

## Jugabilidad
El juego contiene cuatro clases principales (Guerrero, Arquero, Dragoniano o Hechizero) y muchas mazmorras que involucran una jugabilidad tipo hack and slash. El jugador puede alternar entre ataques mágicos y ataques físicos con armas. Mientras se progresa en el juego y se ganan niveles, se obtendrán puntos que se podrán emplear para fortalecer atributos del personaje como fuerza, destreza, o distribuirlos en puntos de habilidad. Estos puntos de habilidad permiten elevar los niveles de dominio de las armas y la magia, además de las otras habilidades específicas de la clase como la defensa para el Guerrero, golpes críticos para el Arquero, etc.

## Lanzamiento
El juego obtuvo un lanzamiento europeo en marzo de 2003, siendo Infogrames la distribuidora y Sega Europa la editora. En diciembre de 2002, THQ, quien tuvo un acuerdo con Sega en aquel entonces para distribuir sus juegos en el mercado de la Game Boy Advance, anunció que no tenían intención de lanzar el título en la región.

## Recepción
El juego recibió reseñas mixtas de acuerdo al sitio web de agregación de reseñas Metacritic. En Japón, Famitsu le dio un puntaje de 30 de 40.
Craig Harris de IGN dijo que «como está ahora, Shining Soul se siente como una cáscara de diseño, buenas ideas e intenciones salpicadas en secuencias de acción aburridas».
Tom Bramwell de Eurogamer dijo: «Dice que su género es «RPG», pero no lo es realmente. Los juegos de rol son reconocidos por sus historias cautivadoras (o por lo menos expansivas), personajes y lugares diversos, combate progresivo y complejidad. Shining Soul se destaca por no estar a la altura de cualquier cosa que haya venido antes».